# Transport w Europie

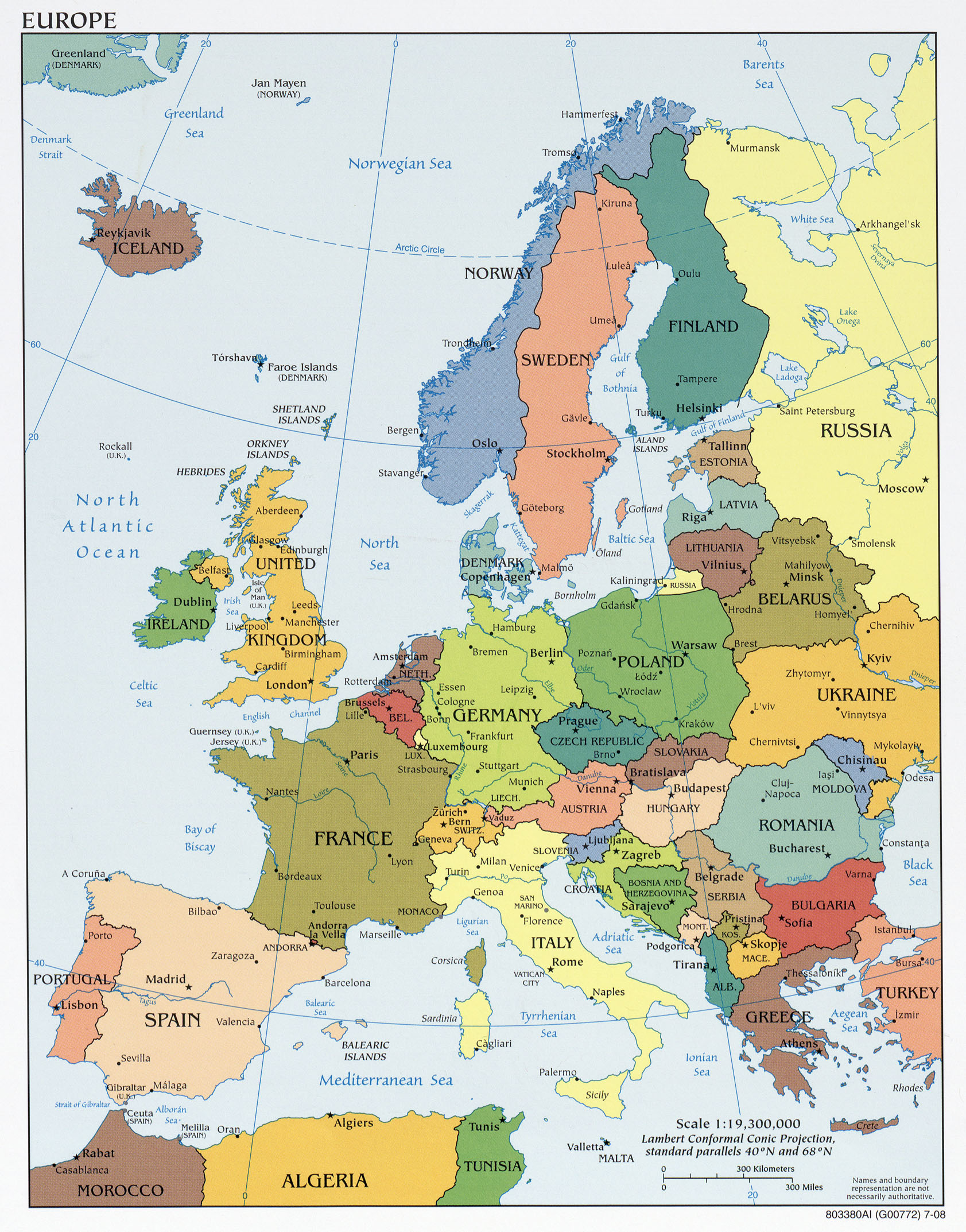
Europa

Transport w Europie – umożliwia przemieszczanie się ponad 750 mln osób i różnych ładunków na obszarze 10 523 000 km².

## Wstęp
Europa jest podzielona na 47 niepodległych państw. Podział ten, wraz ze zwiększonym przepływem ludności od rewolucji przemysłowej, doprowadził do wysokiego poziomu współpracy między krajami europejskimi w zakresie rozwoju i utrzymania sieci transportowej. Organizacje ponadnarodowe i międzyrządawe, takie jak Unia Europejska (UE), Rada Europy i Organizacja Bezpieczeństwa i Współpracy w Europie doprowadziły do opracowania międzynarodowych standardów i porozumień, które umożliwiają ludziom i towarom łatwe i bezpieczne przemieszczanie się między krajami.
Transport kolejowy, lotniczy i wodny jest powszechny i ważny w całej Europie. Europa była miejscem powstawania pierwszych na świecie kolei i autostrad, a obecnie znajdują się w niej jedne z najbardziej ruchliwych portów i lotnisk na świecie. Strefa Schengen umożliwia podróżowanie bez kontroli granicznej między 26 krajami europejskimi. Transport towarowy charakteryzuje się wysokim stopniem kompatybilności intermodalnej, a Europejski Obszar Gospodarczy umożliwia swobodny przepływ towarów w 30 państwach. Spośród wszystkich tonokilometrów przetransportowanych w 2016 r. 51% stanowiło transport drogowy, 33% drogą morską, 12% koleją, 4% śródlądowymi drogami wodnymi, a 0,1% drogą powietrzną.
Przegląd istotnych czynników sukcesu realizacji projektów infrastruktury transportowej w Europie przedstawiono w raporcie z 2017 r.

## Transport kolejowy

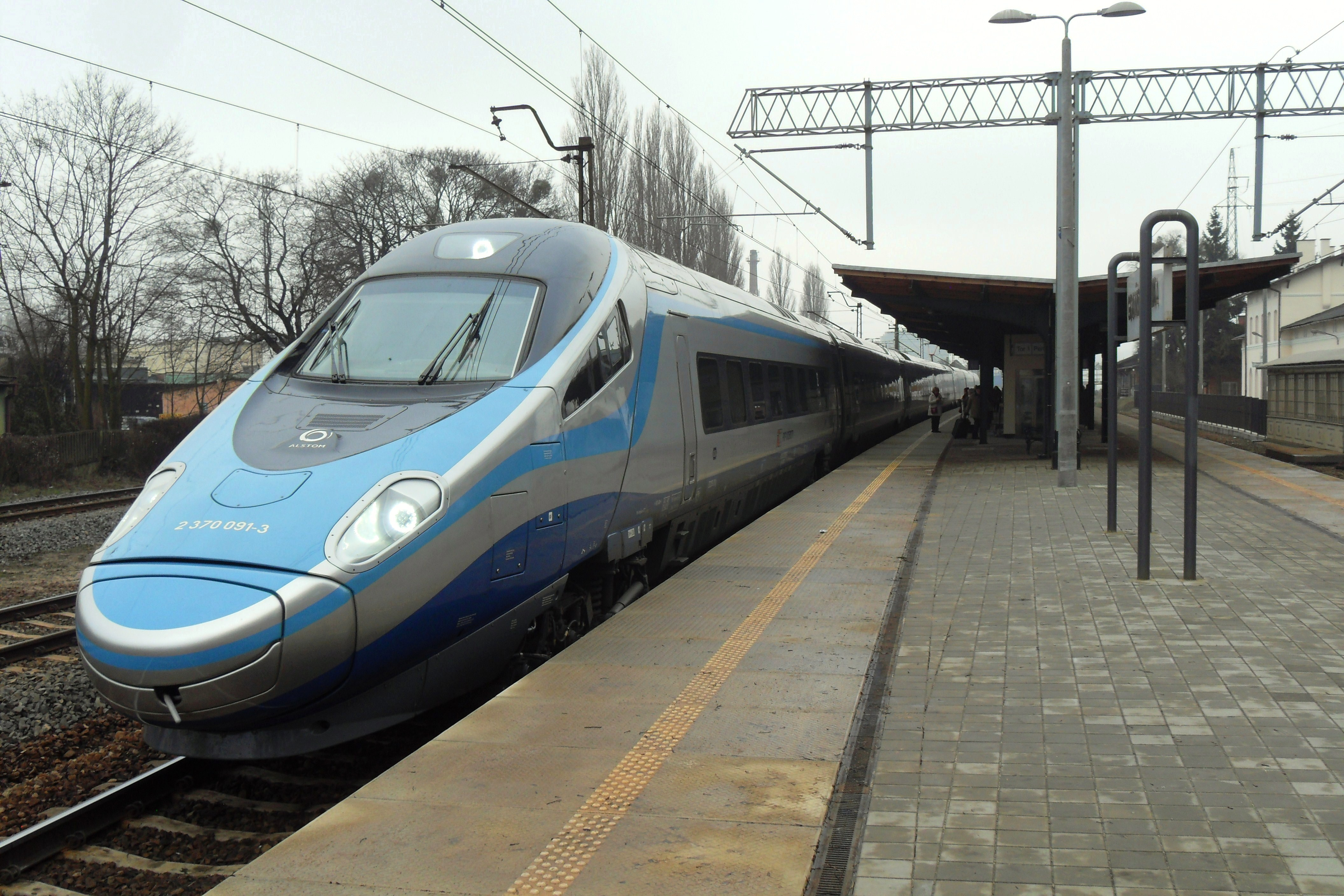
Transport kolejowy w Europie

Transport kolejowy ma swoje początki na początku XIX wieku w Wielkiej Brytanii. Dzisiejsza sieć kolejowa Europy obejmuje cały kontynent i umożliwia transport pasażerów i towarów. W Europie istnieją koleje dużych prędkości, we Francji TGV, a w Hiszpanii AVE. Tunel pod kanałem La-Manche (Eurotunel) łączy Wielką Brytanię z całym europejskim systemem kolejowym.
Stosowane są różne systemy elektryfikacji kolei. Europejski System Zarządzania Ruchem Kolejowym to inicjatywa UE mająca na celu stworzenie ogólnoeuropejskiego standardu sygnalizacji kolejowej.
Infrastruktura kolejowa, transport towarowy i usługi pasażerskie są świadczone przez samorządy lokalne i krajowe oraz przedsiębiorstwa prywatne. Eurail Pass to bilet kolejowy, dzięki któremu można poruszać się w 18 krajach europejskich, jest dostępny tylko dla osób, które nie mieszkają w Europie, Maroku, Algierii lub Tunezji.

### System metra
Wiele dużych miast korzysta z systemu szybkiego transportu, potocznie nazywanego metrem. Pierwsza linia metra została otwarta w 1863 roku w Londynie. Obecnie jest ona częścią londyńskiego systemu metra, najdłuższego systemu metra w Europie. Po Londynie największe europejskie systemy metra według długości torów znajdują się w Moskwie, Madrycie i Paryżu.

## Transport lotniczy
Pomimo dobrze rozwiniętej sieci drogowej i kolejowej aż 43% podróży międzynarodowych odbyło się drogą lotniczą. Podróże lotnicze są szczególnie popularne wśród krajów peryferyjnych, takich jak Hiszpania czy Grecja oraz dla krajów wyspiarskich, takich jak Malta i Cypr. Powodem tak dużej popularności transportu lotniczego jest m.in. turystyka; większość turystów dociera do miejsc zwiedzania dzięki dużym europejskim lotniskom międzynarodowym. Takimi lotniskami są: Port lotniczy Londyn-Heathrow i Paryż-Charles De Gaulle. Kolejnym czynnikiem popularności tego rodzaju transportu jest niska cena biletów, dzięki wzrostowi liczby tanich przewoźników. Doprowadziło to do przepełnienia przestrzeni powietrznej i obawy o środowisko. Jednolita europejska przestrzeń powietrzna to jedna z inicjatyw mających na celu rozwiązanie tych problemów.
W Unii Europejskiej pełna swoboda ruchu lotniczego i najobszerniejsze na świecie umowy dotyczące kabotażu pozwalają budżetowym liniom lotniczym na swobodne wykonywanie przewozów w całej UE. Do tanich podróży lotniczych przyczynia się kształtowanie się trendu, w ramach którego lotniska regionalne pobierają niskie opłaty, aby reklamować się jako obsługujące duże miasta położone dość daleko.

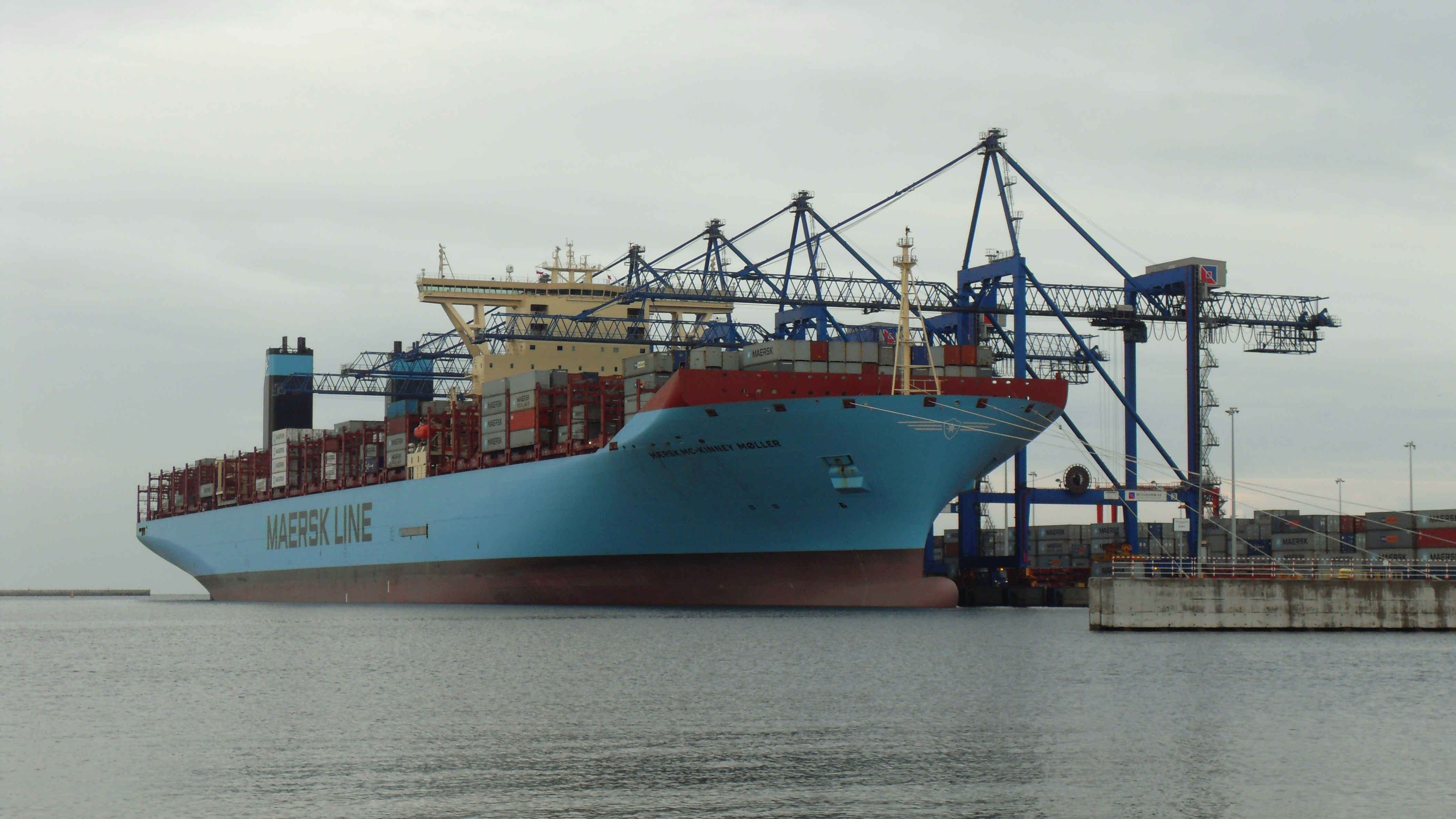
Transport wodny w Europie

## Transport wodny
Port w Rotterdamie jest największym portem w Europie i jednym z najbardziej ruchliwych na świecie, i obsługuje ok. 440 mln ton według danych z 2013 roku. Po uwzględnieniu powiązanego obszaru przemysłowego Europoort Rotterdam jest według niektórych miar najbardziej ruchliwym portem na świecie. Dwie trzecie całego śródlądowego transportu wodnego w UE i 40% kontenerów przechodzi przez Holandię. Inne duże porty to Port w Hamburgu w Niemczech i Port w Antwerpii w Belgii. Wszystkie należą do tak zwanego „pasma północnego”.